# HD 121504 b
HD 121504 b是一顆質量稍低於木星的太陽系外行星。雖然徑向速度法只能量測出該行星的質量下限，其真實質量可能更高。
HD 121504 b 距離母恆星 HD 121504 約日地距離的三分之一，軌道是橢圓形。

## 外部連結
- . The Extrasolar Planets Encyclopaedia.   [2013-03-10]. （原始内容存档于2012-06-02）.
- . Exoplanets.   [2013-03-10]. （原始内容存档于2016-03-03）.
- . Extrasolar Visions.   [2013-03-10]. （原始内容存档于2012-06-03）.